# 蘇亞納省

蘇亞納省（西班牙語：Provincia de Sullana），是秘魯的省份，位於該國西北部皮烏拉地區，首府是蘇亞納，始建於1911年11月4日，海拔高度60米，面積5,423平方公里，2007年人口287,680，人口密度每平方公里53.04人。